# Oniate
Oniate (Oniatë, Oniaten, Oniatän, Oniatä, Oniata, Onyate, O'nya:te:, O'nya:ten; Dry Fingers, Dry Hand), Oniate, Suhi prsti ili Suha ruka, bestjelesna je mumificirana ruka irokeškog (osobito Seneka i Cayuga) folklora. U nekim pričama Dry Fingers je čist bauk, pojavljuje se u napuštenim područjima kako bi terorizirao ljude koji prolaze. Ali u drugim pričama Suhi prsti su osvetoljubiva pojava koja kažnjava samo loše ponašanje ljudi, posebno one koji govore zlo o mrtvima, siju razdor ili se petljaju u tuđe poslove. Ruka može letjeti, a svaka osoba koju dotakne njen usahli, osušeni prst biva ubijena, zaražena bolešću ili oslijepljena.
Oniate se ne smije brkati s Onatah, irokeškim duhom kukuruza i božicom plodnosti. Postojala je i heroina po imenu Oniata u jednoj od narodnih priča koju je ispričao poglavica Seneca, Cornplanter, koja nije povezana sa Suhim prstima (iako se oba imena ponekad pišu isto na engleskom). Oniatë doslovno znači "suhi prsti" u Cayuga i Seneka (onya znači "prsti" i të znači "osušeni"); Imena božice kukuruza i heroine narodne priče dolaze od riječi za "kukuruz", oneo.